# Gem 4/4
Gem 4/4 — швейцарский узкоколейный электротепловоз постоянного тока, эксплуатирующийся на Ретийской железной дороге (RhB), преимущественно на линии Бернина. Было выпущено 2 локомотива (№ 801 и 802), которые были введены в эксплуатацию в 1968 году. По конструкции схожи с электротепловозами HGm 4/4.
По швейцарской системе обозначений название имеет следующую расшифровку: узкоколейный (G) электро(e)тепловоз(m) с 4 осями, 4 из которых (то есть все) являются движущими.

## Эксплуатация
| Электротепловозы Gem 4/4 I на Ретийской железной дороге |           |                     |              |
| Номер                                                   | Название  | Пуск в эксплуатацию | Модернизация |
| 801                                                     | Steinbock | 1968                | 2002         |
| 802                                                     | Marmot    | 1968                | 2003         |
|                                                         |           |                     |              |